# Gonzalo Chacón (-1578)
Gonzalo Chacón (-Alcazarquivir, c. 6 de agosto de 1578) fue un noble y militar castellano, conocido particularmente por las circunstancias de su matrimonio con Luisa de Castro.

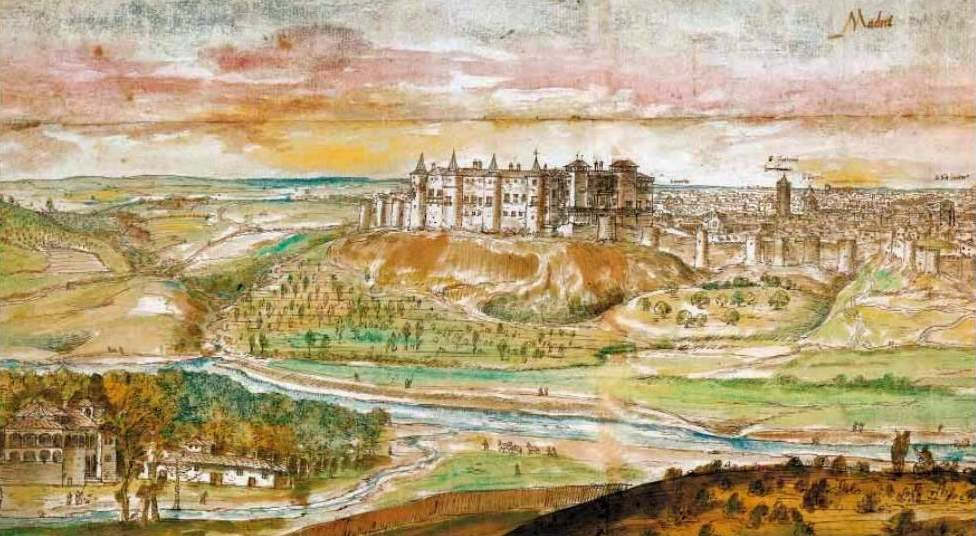
Detalle de la vista de Madrid por Anton van der Wyngaerde, en esta ciudad residió en su juventud Gonzalo y fue escenario de sus amores y matrimonio con Luisa de Castro.

## Biografía
Gonzalo era hijo de Hernando de Rojas (o Fernando de Rojas y Sandoval), que había sido mayordomo del príncipe Carlos; y de María Chacón (-1576) que fue aya de las infantas Isabel y Catalina, y del príncipe Fernando. Tuvo ocho hermanos, entre ellos:
- Diego de Sandoval, muerto sin descendencia.

- Bernardo de Sandoval y Rojas, eclesiástico que llegó a ser cardenal y arzobispo de Toledo.
- Gaspar de Sandoval, murió siendo parte de la Armada Invencible (1588).
- Isabel Chacón, que fue dama de la reina Ana de Austria desde 1570 y casó con su primo Gonzalo Chacón, que sería posteriormente I conde de Casarrubios del Monte.
- Inés de Rojas, monja dominica en el convento de Santo Domingo el Real de Madrid.
- Luisa Chacón.

Su padre fue también comendador de Almodóvar del Campo y alférez mayor de la Orden de Calatrava. Por parte de su madre, era nieto de Gonzalo Chacón y Fajardo, III señor de Casarrubios del Monte y de Francisca de Guevara.
Gonzalo se crio en la corte española donde sus padres desarrollaban importantes cargos. Comenzó su carrera cortesana siendo paje del príncipe Carlos (de quien era aya su madre) y después de Isabel de Valois, tercera esposa de Felipe II. Quedó huérfano de padre en 1567.
Posteriormente Gonzalo sería nombrado caballero de la Orden de Calatrava y Felipe II le concedería la encomienda de Almodóvar del Campo en esa orden de la que había gozado su padre. Como parte de su carrera cortesana fue nombrado gentilhombre de boca del rey. En el momento de su participación en la Guerra de las Alpujarras, ya mantenía una cierta relación con la joven Luisa de Castro que era dama de doña Juana, hermana del rey que vivía en la corte española tras haber quedado viuda de Juan Manuel, príncipe heredero de Portugal. Asimismo en la corte se había tratado de un posible matrimonio con Pedro Niño de Ribera, hijo de Lope Conchillos y mayordomo de la reina Ana de Austria. 
Estas relaciones con Luisa de Castro, culminaron en que ambos cónyuges se dieron palabra de matrimonio y comenzaron a considerarse marido y mujer, pese a la oposición de la familia de Gonzalo al matrimonio ya que esta consideraba la unión con Luisa como desigual. Esta relación llegó a consumarse incluso dentro del monasterio de las Descalzas Reales, encontrándose la mayor parte de cortesanos en este cenobio con ocasión de entregarse en ese lugar la Rosa de Oro a Ana de Austria.
En la noche del 18 de agosto de 1572, Luisa fue encontrada fuera del Alcázar, de noche y sola. Este hecho hizo que se conociera que había salido a casa de Gonzalo y en consecuencia se produjo un escándalo en la corte que conllevó un proceso judicial en medio del cual Gonzalo huyó hacia Francia siendo finalmente apresado y conducido al castillo de Alameda. Como consecuencia del proceso Gonzalo Chacón sería condenado a muerte y privado de sus cargos y la encomienda de Almodóvar del Campo. Finalmente por la intercesión de la madre de Gonzalo ante la reina Ana de Austria, se conmutaría su pena por la de destierro, que el matrimonio cumpliría en Portugal tras haber celebrado velaciones en Toledo.
Desde este momento, la familia de Gonzalo intentaría que la encomienda de Almodóvar le fuera dada a otro miembro de la familia, asimismo Catalina de Portugal, viuda de Juan III de Portugal, intentó intermediar para rehabilitar a Gonzalo y Luisa en la corte española.
Gonzalo participó junto al rey don Sebastián de Portugal en la batalla de Alcazarquivir, encontrando en este hecho de armas la muerte.